# Margny-sur-Matz
Margny-sur-Matz ist eine französische Gemeinde mit 533 Einwohnern (Stand: 1. Januar 2022) im Département Oise in der Region Hauts-de-France (vor 2016 Picardie). Sie gehört zum Arrondissement Compiègne und zum Kanton Estrées-Saint-Denis. 

## Geographie
Die Gemeinde Margny-sur-Matz liegt am Fluss Matz, etwa 15 Kilometer nördlich von Compiègne. Umgeben wird Margny-sur-Matz von den Nachbargemeinden Mareuil-la-Motte im Norden, Élincourt-Sainte-Marguerite im Osten, Vandélicourt im Südosten und Süden, Marquéglise im Süden und Südwesten sowie Ressons-sur-Matz im Westen.

## Bevölkerungsentwicklung
| Jahr                       | 1962 | 1968 | 1975 | 1982 | 1990 | 1999 | 2006 | 2013 | 2021 |
| Einwohner                  | 275  | 299  | 265  | 284  | 346  | 422  | 483  | 527  | 536  |
| Quellen: Cassini und INSEE |      |      |      |      |      |      |      |      |      |

## Sehenswürdigkeiten

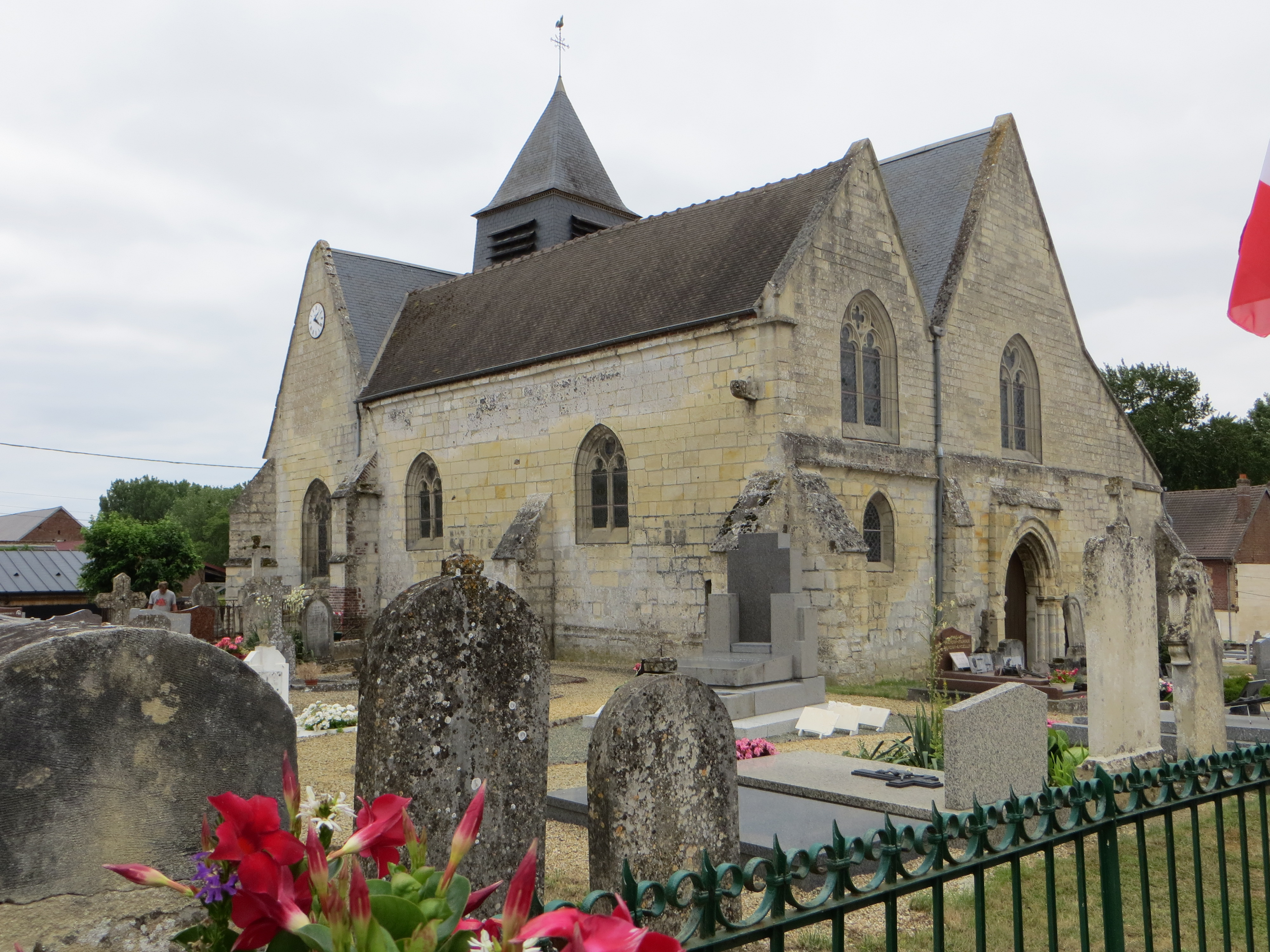
Kirche Saint-Vaast
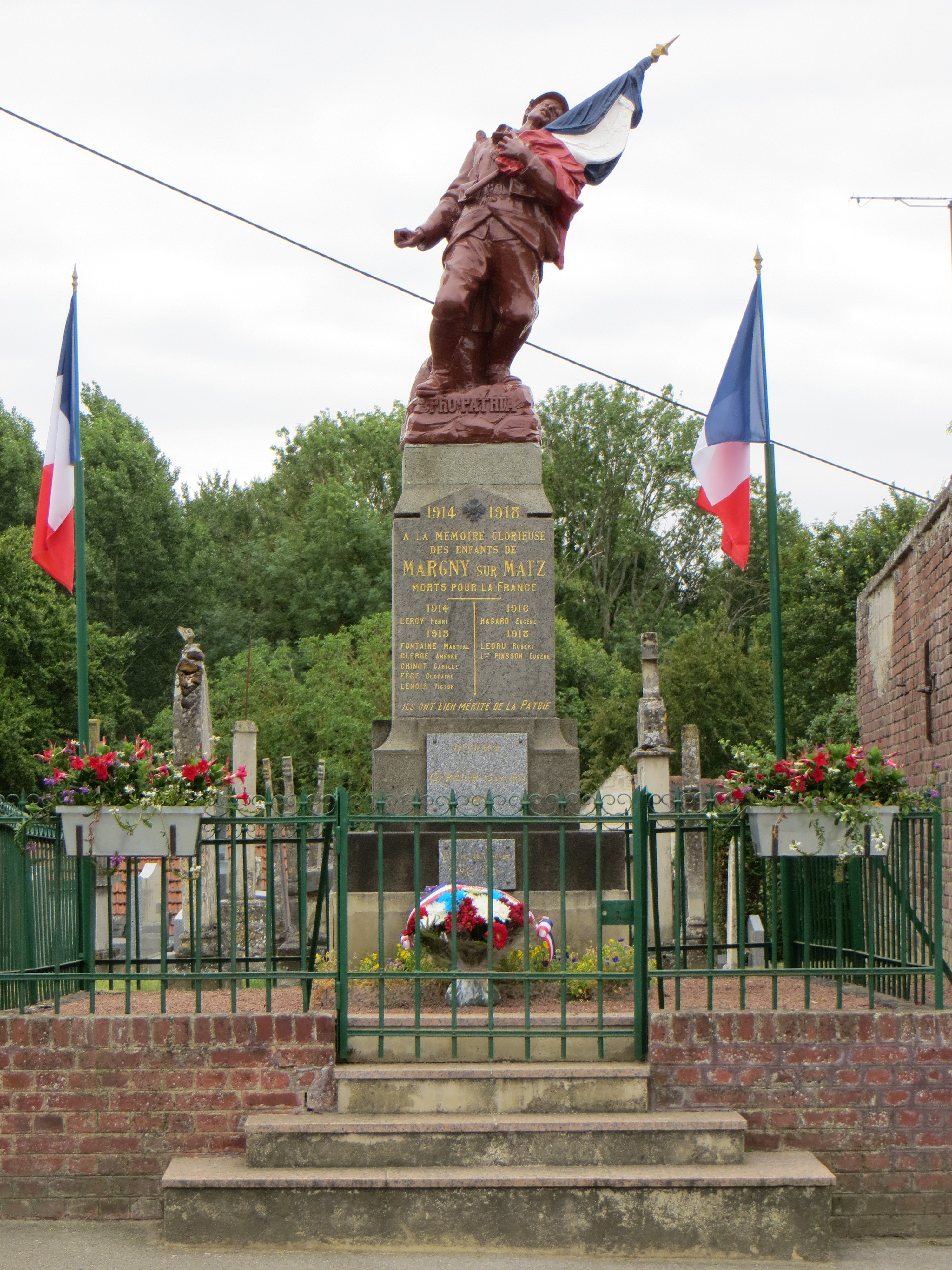
Gefallenendenkmal

- Kirche Saint-Vaast
- Gefallenendenkmal